# Краму, Хамза
Хамза́ Краму́ (род. 3 февраля 1988) — алжирский боксёр, представитель лёгкой, полулёгкой и первой полусредней весовых категорий. Выступал за сборную Алжира по боксу во второй половине 2000-х годов, чемпион Африки, победитель и призёр турниров международного значения, участник летних Олимпийских игр в Пекине.

## Биография
Хамза Краму родился 3 февраля 1988 года.
Первого серьёзного успеха на международном уровне добился в сезоне 2006 года, когда вошёл в состав алжирской национальной сборной и побывал на чемпионате мира среди юниоров в Марокко, откуда привёз награду бронзового достоинства, выигранную в зачёте полулёгкой весовой категории — на стадии полуфиналов уступил кубинцу Йордану Фромете. Помимо этого, стал бронзовым призёром международного турнира «Странджа» в Болгарии, боксировал на международном турнире «Золотой пояс» в Румынии, взял бронзу на международном турнире «Ахмет Комерт» в Турции.
В 2007 году поднялся в лёгкую весовую категорию и стал в этом весе чемпионом Алжира. Одержал победу на арабском чемпионате в Тунисе, дошёл до четвертьфинала на «Ахмет Комерт» и получил серебряную медаль на международном турнире «Таммер» в Финляндии. Был лучшим на чемпионате Африки на Мадагаскаре, тогда как на домашних Всеафриканских играх в Алжире попасть в число призёров не смог, в четвертьфинале проиграл южноафриканцу Овету Мбира.
На африканской олимпийской квалификации в Алжире дошёл до финала и благодаря этому удачному выступлению удостоился права защищать честь страны на летних Олимпийских играх 2008 года в Пекине. Тем не менее, провёл здесь только один бой — уже в стартовом поединке категории до 60 кг с разгромным счётом 3:21 проиграл кубинцу Йорденису Угасу, который в итоге стал бронзовым призёром этого олимпийского турнира.
После пекинской Олимпиады Краму ещё в течение некоторого времени оставался в основном составе алжирской национальной сборной и продолжал принимать участие в крупнейших международных турнирах. Так, в 2009 году он выступил на «Ахмет Комерт» в Стамбуле и на Кубке химии в Галле, побывал на Средиземноморских играх в Пескаре, где на стадии четвертьфиналов первого полусреднего веса, 
потерпел поражение от тунисца Хамзы Хассини.